# Бешенковичское еврейское кладбище
Бешенко́вичское еврейское кладбище — одно из старейших сохранившихся еврейских кладбищ Белоруссии, известное уже с 1700 года.

## Описание кладбища
Находится на восточной окраине городского посёлка Бешенковичи возле улицы Мичурина.
Территория кладбища находится в ведении Государственного лесохозяйственного учреждения (ГЛХУ) «Бешенковичский лесхоз» и занимает площадь 4,2 гектара.

## История
В сентябре 1927 года по официальной заявке еврейского погребального общества кладбище было расширено за счет дополнительного участка площадью 0,5 гектара. Одновременно с этим часть памятников на кладбище были повреждены из-за вырубки около 40 деревьев, которую инициировал Бешенковичский райисполком для якобы расчистки места для новых захоронений. Еврейская община Бешенковичей обратилась в прокуратуру Белорусской ССР, которая 15 сентября 1927 года постановила приостановить вырубку до выяснения всех обстоятельств дела. 18 ноября 1927 года действия властей были признаны законными, но, поскольку они «вызывали негативное настроение среди верующих», вырубку приказали прекратить.
Предпринималось несколько попыток расчистки и приведения в порядок территории кладбища. Районные власти обещали огородить кладбище. В июне 2015 года часть кладбища была расчищена волонтёрами, были подняты десятки поваленных или упавших памятников. Летом 2016 года работы по восстановлению кладбища были продолжены, и к 2019 году прошло уже 12 экспедиций по расчистке территории кладбища, подъёму надмогильных камней и их нумерации.
4 ноября 2016 года в Санкт-Петербурге прошла фотовыставка «Бешенковичи. Обратная дорога» — о восстановлении кладбища.

## Известные люди, похороненные на кладбище
- Раввин Авраам Исроэль Гольдензон (ученик Менахема Мендла из Витебска)[2].